# Oecetis rufescens
Oecetis rufescens är en nattsländeart som beskrevs av Navás 1932. Oecetis rufescens ingår i släktet Oecetis och familjen långhornssländor. Inga underarter finns listade i Catalogue of Life.